# Austrochaperina alexanderi
Austrochaperina alexanderi é uma espécie de anfíbio anuro da família Microhylidae. Foi descrito por Günther, Richards, e Dahl, em 2014.
Está presente na Papua Nova Guiné.

## Descrição
O comprimento do corpo foi de 40,2 a 44,4 milímetros em quatro machos adultos examinados e 36,1 milímetros para um macho juvenil. Isso faz de Austrochaperina alexanderi uma das maiores espécies do gênero Austrochaperina. 
Se diferencia das outras espécies pelos seus olhos grandes, pequenos tímpanos, e uma faixa pálida atrás dos olhos, que chega à região do ombro.
A pele é lisa ao longo de todo o corpo, com a superfície dorsal e lateral cinza uniforme com tonalidade amarelada, e algumas pequenas manchas escuras dispersas. A ponta do focinho é pálida,e todas as superfícies ventrais (exceto solas e palmas das mãos) são esbranquiçadas com um denso mosqueado cinza. Solas e palmas cinza escuro, dedos das mãos e pés cinza mais claro.

## Habitat
Todos os espécimes desta espécie foram encontrados ao longo de um trecho de riacho de fluxo moderadamente lento, mas límpido. Nenhum indivíduo foi visto a mais de 2 m da margem do riacho.